# Nornik anatolijski
Nornik anatolijski (Microtus anatolicus) – gatunek ssaka z podrodziny  karczowników (Arvicolinae) w obrębie rodziny chomikowatych (Cricetidae).

## Zasięg występowania
Nornik anatolijski występuje na małym obszarze na południowy wschód od środkowej Anatolii, w Turcji; skrajne miejscowości oddalone od siebie o ok. 200 km.

## Taksonomia
Gatunek po raz pierwszy zgodnie z zasadami nazewnictwa binominalnego opisali w 2001 roku słoweński zoolog Boris Kryštufek i turecki zoolog Haluk Kefelioğlu, nadając mu nazwę Microtus anatolicus. Holotyp pochodził z Yapalı köyü, w Cihanbeyli, w Konya, w Turcji. 
M. anatolicus należy do podrodzaju Sumeriomys i grupy gatunkowej socialis. Gatunek ten ma 2n=60 chromosomów, o dwa mniej niż M. socialis, także cechy budowy czaszki odróżniają te gatunki. Występuje sympatrycznie z M. dogramacii. Autorzy Illustrated Checklist of the Mammals of the World uznają ten takson za gatunek monotypowy.

### Etymologia
- Microtus: gr. μικρος mikros „mały”; ους ous, ωτος ōtos „ucho”[7].
- anatolicus: Anatolia, Turcja[2].

## Morfologia
Długość ciała (bez ogona) 105–125 mm, długość ogona 21–34 mm; masa ciała 23,5–53 g. 

## Biologia
Norniki anatolijskie zamieszkują stepy, obszary gleb alkalicznych rzadko porośnięte suchymi halofitami, są spotykane także w uprawach buraków cukrowych w porze zbiorów. Słone gleby na tym obszarze są efektem odparowania wód morskich z zanikłego oceanu Tetydy; na tych terenach występuje wiele endemicznych gatunków zwierząt i roślin.

## Populacja
Nornik anatolijski zamieszkuje ograniczony obszar, irygacja i używane dla ochrony plonów środki chemiczne mogą stanowić zagrożenia dla gatunku. Wschodnią część zasięgu obejmuje obszar ochrony przyrody wokół jeziora Tuz, który jest jednak zaniedbany i warunki przyrodnicze ulegają w nim pogorszeniu. Status zagrożenia gatunku nie jest obecnie określony; pozycja taksonomiczna oraz zasięg występowania nornika anatolijskiego wymaga weryfikacji przez dalsze badania.